# Triesen
Triesen (Tresa nel dialetto locale alemannico) è uno dei comuni del principato del Liechtenstein, terzo in ordine di popolazione.

## Società

### Evoluzione demografica
Abitanti censiti